# Skeda landskommun
Skeda landskommun var en tidigare kommun i Östergötlands län.

## Administrativ historik
När 1862 års kommunalförordningar trädde i kraft inrättades i Sverige cirka 2 500 kommuner. Huvuddelen av dessa var landskommuner (baserade på den äldre sockenindelningen), vartill kom 89 städer och åtta köpingar. Då inrättades i Skeda socken i Hanekinds härad i Östergötland denna kommun. 
Vid kommunreformen 1952 uppgick denna  i Vårdnäs landskommun som 1971 uppgick i Linköpings kommun.

## Politik

### Mandatfördelning i Skeda landskommun 1938-1946
| 7 | 13 |

| 20 |

| 6 | 14 |

| 20 |

| 7 | 13 |

| 20 |